# Четта IV
Чей Четта IV (1656–1725) — король Камбоджі, який правив з перервами від 1675 до 1706 року.

## Життєпис
Був другим сином короля Барома Рачеа V. Зійшов на престол у 19-річному віці й залишався активним політиком упродовж наступних майже 50 років.
Незважаючи на позитивні зміни та реформи, що їх провів Четта IV під час свого першого правління, його подальші зречення престолу та зведення на нього інших правителів мали вкрай негативні наслідки для Камбоджі. Всі його наступники, яких він усував від влади автоматично ставали його противниками, що починали боротьбу за владу, шукаючи підтримки у В'єтнамі та Сіамі.
1695 року провів у країні адміністративну й судову реформи. 1699 року був змушений придушувати повстання мандаринів.